# Asara B'Tevet
Ziua a zecea a lunii Tevet (în ebraică עשרה בטבת, Asará bTevet) este o zi de post „mică” din iudaism. Ea este una din zilele permanente de post - (taanit)-  în care evreii evocă distrugerea Templului din Ierusalim, cel dintâi de către babilonieni iar al Doilea - de către romani.
Ziua cade în ziua a șaptea ori a opta de după încheierea sărbătorii Hanuka, dar nu are vreo legătură directă cu această sărbătoare.
Asará b'Tevet evocă începutul Asediului Ierusalimului de către regele Imperiului Babilonian, Nabucodonosor al II-lea (în Biblie - Nebucadnețar).
Conform tradiției, în această zi, în anul 587 î.Hr., a început asediul Ierusalimului de către oștirile babiloniene, asediu greu care a durat un an și jumătate, până la spargerea zidului cetății în ziua a 17-a lunii Tamuz (eveniment numit în ebraică: Shiva-asar b'Tamuz, sau Yud Zain b'Tamuz ). Postul "mare" de Tisha B'Av este consacrat atât comemorării distrugerii Templului în 586 î.Hr , a sfârșitului Regatului Iuda și a primului exil (babilonian) din Ierusalim , cât și distrugerii celui de-al Doilea Templu de către romani.  
În 1949 Șef Rabinatul Statului Israel a stabilit aceeași zi de post, 10 Tevet. și ca zi de comemorare generală (Yom Kadish Klalí) pentru acele victime ale Holocaustului, la care nu se cunoaște ziua în care au pierit.

## Originea și porunca postului
Acest eveniment este menționat în cartea Regi II): 

„Iar în anul al nouălea al domniei lui Tzidkiahu (Sedechia), în luna a zecea, în ziua a zecea a lunii, a venit Nabucadnețar, regele Babilonului, cu toată oștirea sa asupra Ierusalimului și l-a împresurat și a făcut împrejurul lui întărituri.

Și a stat cetatea împresurată până în anul al unsprezecelea al regelui Sedechia. Iar în anul al unsprezecelea al regelui Sedechia, în ziua a noua a lunii a patra, era mare foamete în cetate și poporul țării nu mai avea pâine.”

În cartea profetului Zaharia  capitolul 8, versetul 19, profetul rostește următoarea poruncă în numele lui Dumnezeu : 

«Așa zice Domnul Savaot (al Oștirilor): 
„Postul lunii a patra (numit și:  Țzom Tamuz  
și postul lunii a cincea (numit și: Tisha B'Av) 
și postul lunii a șaptea (numit și: Țom Gedaliah) 
și postul lunii a zecea (numit și: Asara bTevet)
vor fi pentru casa lui Iuda bucurie și veselie și adunări fericite.
Deci iubiți Adevărul și Pacea!“» 

Aceasta se ține ca Yom Kippur care este cea mai mare zi de șabat pentru și smerire sufletească prin post așa cum scrie în Levitic 23:32:
 
„Aceasta este pentru voi zi de odihnă; să postiți din seara zilei a noua a lunii; din acea seară până în seara zilei a zecea a lunii să prăznuiți odihna voastră.”

### Regulile postului
Asemănător cu 17 Tamuz și Țom Gedaliah care și ele evocă distrugerea Templului, postul de 10 Tevet interzice numai mâncatul și băutul, si nu impune limite suplimentare, spre deosebire de Iom Kipur și Tisha BeAv. Postul începe în zorii zilei și durează până la apariția a trei stele seara.
După calendarul ebraic, obișnuit în prezent, 10 Tevet este unicul post care poate avea loc și vinerea. În schimb nu poate cadea sâmbăta.

## Legături Externe
- en  Tenth of Teves – Mrs. Shira Smiles talks about the fast day of the Tenth of Tevet Arhivat în 17 iunie 2013, la Wayback Machine.
- es  Información en castellano sobre las festividades judías Arhivat în 5 octombrie 2006, la Wayback Machine.